# Hvalsø kommun
Hvalsø kommun var en kommun i Roskilde amt, Danmark. Kommunen hade 7 856 invånare (2005) och en yta på 72,02 km². Kommunen bildades genom den danska kommunreformen 1970 genom att socknarna Kirke Hvalsø, Kisserup, Såby och Særløse slogs samman. Sedan danska kommunreformen 2007 ingår den i Lejre kommun.